# Opération Hauts Minarets
L'Opération Hauts Minarets est le plan de préparation de l'armée égyptienne qui précéda l'Opération Badr de la Guerre du Kippour. Lancé en septembre 1971 dans le plus grand secret, le plan prévoyait la traversée du Canal de Suez en cinq endroits distincts, et répondait plus précisément aux capacités opérationnelles égyptiennes que son prédécesseur, le Plan Operation 41 (plus tard renommé Granite Deux).
Ce plan particulièrement détaillé allait jusqu'à décrire précisément la position et les actions de chaque élément armé pendant les six premières heures de combat, soit avec les forces de réserve 200 000 hommes, 1 600 chars et 1 900 pièces d’artillerie. Il sera répété près de 35 fois dans les deux années qui suivront, contribuant paradoxalement à l'effet de surprise sur les troupes israéliennes puisque la concentration de troupes égyptiennes lui correspondant était la vingt-deuxième de l'année.